# Wilhelm von Minnigerode
Wilhelm baron von Minnigerode (né le 28 novembre 1840 à Brunswick et mort le 10 novembre 1913 à Gries) est un propriétaire terrien allemand, député du Reichstag et chef du parti conservateur allemand.

## Biographie
Les parents de Minnigerode sont Ludwig Wilhelm von Minnigerode (de) (né le 10 mai 1806 et mort le 19 février 1853) et son épouse Juliane Marie von der Decken (née le 15. décembre 1815 et mort le 29 septembre 1884).
Il étudie au lycée de Brunswick puis l'académie de chevalerie de la cathédrale de Brandebourg. Après avoir obtenu son diplôme d'études secondaires, il rejoint la cavalerie de la Garde à Berlin en 1860, mais la quitte après avoir servi comme officier actif pendant quatre ans. En 1865, il quitte l'armée et reprend la gestion de ses domaines en Prusse-Orientale. Il participe aux guerres de 1866 et de 1870 comme officier de réserve au régiment des Gardes du Corps. Puis il est élu député conservateur du Reichstag en 1871, auquel il -  avec une courte interruption  - est membre jusqu'en 1884. De 1871 à 1877, il représente la 7e circonscription de district de Königsberg (de) et de 1878 à 1884 la 1re circonscription du district de Dantzig.
De 1877 à 1888, il est également membre de la Chambre des représentants de Prusse. En 1884, il est nommé au Conseil d'État prussien et renonce à une nouvelle élection au Reichstag. Le baron von Minnigerode est un excellent membre et l'un des dirigeants du Parti conservateur allemand, formé en 1876, et est principalement actif dans le sens agraire. En 1888, il se retire de la vie parlementaire, mais à la fin de 1892, il accepte un siège à la Chambre des représentants lors d'une élection de remplacement, dont il démissionne en 1893.
Wilhelm von Minnigerode se marie le 2 octobre 1865 avec Amélie Friederike Caroline baronne von Schrötter (de) (née le 29 novembre 1846 à Königsberg et morte le 20 juillet 1902 à Berlin). Elle est la fille de l'avocat prussien et administrateur de l'arrondissement de Preußisch Holland (de) Wilhelm von Schrötter et propriétaire du domaine Angnitten avec Warnikam et Golbitten en Prusse-Orientale. Le mariage est resté sans enfant.